# Eliza Taylor
Eliza Jane Taylor-Cotter (* 24. října 1989, Melbourne, Victoria, Austrálie) je australská herečka, která se nejvíce proslavila rolí Janae Timmins v australské telenovele Neighbours. Aktuálně hraje hlavní roli v seriálu televizní stanice The CW The 100.

## Životopis a kariéra
Taylor se narodila v Melbourne a navštěvovala Calder High School. V roce 2003 si zahrála hlavní roli v seriálu Pirate Island a ve filmu The Sleepover Club. Průlom v kariéře nastal s rolí Timmins, kdy se připojila k obsazení australské telenovely Neighbours.
Eliza má dva sourozence, bratra a sestru. Její matka je spisovatelka a grafická návrhářka. Její nevlastní otec vystupoval jako pódiový komik. Její vlastní otec vlastnil kavárnu v Melbourne. Eliza se v mládí chtěla stát podmořským biologem.
V listopadu 2007 se přestěhovala do Velké Británie. V roce 2009 se objevila v epizodě seriálu All Saint a natočila krátký film nazvaný The Laundromat. Objevila se v hororovém filmu 6plots a v pilotní epizodě Winners and Losers.
1. března 2013 bylo oznámeno, že získala hlavní roli Clarke v televizním seriálu stanice The CW The 100. V roce 2017 si zahrála ve vánočním netflixovém filmu Christmas Inheritance.

## Osobní život
Dne 7. června 2019 bylo oznámeno, že se herečka provdala za svého hereckého kolegu ze seriálu The 100 Boba Morleyho.

## Filmografie

### Film
| Rok  | Název                 | Role               | Poznámky    |
| ---- | --------------------- | ------------------ | ----------- |
| 2009 | The Laundromat        | Amy                | Krátký film |
| 2012 | 6 Plots               | Amy Challis        |             |
| 2013 | Patrick               | Sestřička Panicale |             |
| 2013 | Natural               | Woman              | Krátký film |
| 2013 | Planes                | Maria              | Krátký film |
| 2014 | November Man          | Sarah              |             |
| 2017 | Dopad                 | Kat Carter         |             |
| 2017 | Christmas Inheritance | Ellen              |             |

### Televize
| Rok       | Název                       | Role                                 | Poznámky                    |
| --------- | --------------------------- | ------------------------------------ | --------------------------- |
| 2003      | Pirate Islands              | Sarah Redding                        | Hlavní role, 26 dílů        |
| 2003      | Neighbours                  | Jacinta Martin                       | 2 díly                      |
| 2003      | The Sleepover Club          | Rosie Cartwright                     | Hlavní role, 26 dílů        |
| 2004      | Vesničtí poldové            | Tatum O'Hara                         | díl: „Cast the First Stone“ |
| 2006      | Střední škola Blue Water    | Heidi Lee                            | díl 35                      |
| 2005-2008 | Neighbours                  | Janae Timmins                        | Hlavní role, 158 dílů       |
| 2008      | Boj o čas                   | Madison                              | díl: „Get Lucky“            |
| 2009      | Packed to the Rafters       | Kerry                                | díl: „Losing the Touch“     |
| 2009      | All Saints                  | Carly Spalding                       | díl: „The Two of Us“        |
| 2010      | City Homicide               | Melissa Standish                     | díl: „Last Seen“            |
| 2012      | Ze hry: Válka Kerry Packera | Rhonda                               | minisérie, 1 díl            |
| 2013      | Mr & Mrs Murder             | Sarah                                | díl: „Little Boxes“         |
| 2013      | Nikita                      | Reportérka                           | díl: „Wanted“               |
| 2014–2020 | The 100                     | Clarke Griffin/Josephine Lightbourne | hlavní role                 |

### Divadlo
| Rok       | Název    | Role     | Poznámky                                    |
| --------- | -------- | -------- | ------------------------------------------- |
| 2007–2008 | Sněhurka | Sněhurka | Weymouth Pavilion Theatre, Weymouth, Anglie |

### Internet
| Rok  | Název                                          | Role      | Poznámky                          |
| ---- | ---------------------------------------------- | --------- | --------------------------------- |
| 2015 | Adults React                                   | Samu sebe | díl: „Adults React to Hoverboard“ |
| 2015 | Try to Watch This Without Laughing or Grinning | Samu sebe | díl 10                            |

## Ocenění a nominace
| Rok  | Ocenění               | Kategorie                                           | Práce      | Výsledek |
| ---- | --------------------- | --------------------------------------------------- | ---------- | -------- |
| 2007 | Inside Soap Awards    | nejlepší herečka                                    | Neighbours | nominace |
| 2007 | All About Soap Awards | nejlepší svatební šok (sdílo Kyal Marsh)            | Neighbours | nominace |
| 2008 | Inside Soap Awards    | nejvíce sexy žena                                   | Neighbours | nominace |
| 2015 | Teen Choice Awards    | nejlepší seriálová herečka: sci-fi/fantasy          | The 100    | nominace |
| 2016 | Teen Choice Awards    | nejlepší seriálová herečka: sci-fi/fantasy          | The 100    | nominace |
| 2016 | Teen Choice Awards    | nejlepší seriálová chemie (sdíleno s Bobem Morleym) | The 100    | nominace |
| 2017 | Teen Choice Awards    | nejlepší seriálová herečka: sci-fi/fantasy          | The 100    | nominace |
| 2017 | Teen Choice Awards    | nejlepší seriálový pár (sdíleno s Bobem Morleym)    | The 100    | nominace |
| 2018 | Teen Choice Awards    | nejlepší seriálová herečka: sci-fi/fantasy          | The 100    | nominace |